# Celý svět se dívá

Chicagská policie táhne 28. srpna 1968 během Národního sjezdu Demokratické strany přes Michigan Avenue demonstranta proti válce ve Vietnamu, zatímco dav skanduje „Celý svět se dívá“

„Celý svět se dívá“ (anglicky „The whole world is watching“) je věta, kterou skandovali američtí demonstranti proti válce ve Vietnamu, když byli během Národního sjezdu Demokratické strany v roce 1968 zbiti a zatčeni policií před hotelem Conrad Hilton v Chicagu.
K události došlo v noci na středu 28. srpna a byla vysílána druhý den celostátně ze záznamu. Demonstranti skandovali ve chvíli, kdy policie mnohé z nich bila a tahala do policejních dodávek. Prozíravé a zřejmě spontánní skandování se rychle stalo známým. V následujícím roce posloužil jako název televizního filmu o studentském aktivismu.

## Původ
Původ tohoto výrazu je nejasný. Fráze byla použita koncem 50. let 20. století v souvislosti s mezinárodním zpravodajstvím o událostech týkajících se občanských práv v USA, jako byla například integrační krize v Little Rocku. Píseň Boba Dylana „When the Ship Comes In“ z roku 1963 obsahuje text: „And the ship's wise men / Will remind you once again / That the whole wide world is watchin'.“ Skupina Peter, Paul and Mary, která během sjezdu vystoupila pro demonstranty, uvedla Dylanovu píseň na svém albu A Song Will Rise z roku 1965.
Don Rose, který byl tiskovým tajemníkem chicagské kanceláře Národního mobilizačního výboru pro ukončení války ve Vietnamu, hlavního organizátora chicagských akcí, v několika rozhovorech uvedl, že tuto frázi vymyslel před tiskovou konferencí v pondělí 26. srpna, na níž vystoupil organizátor Mobe Rennie Davis. Davis se Rose zeptal, co by mohli říci k násilí chicagské policie z předchozího večera v Lincolnově parku, a Rose odpověděl: „Řekněte jim, že se na ně dívá celý svět a že jim to už nikdy neprojde.“

## Pozdější užití
Dnes se tato fráze pravidelně používá při protestech a v hlavních levicových hnutích. Je to název knihy bývalého studentského aktivisty Todda Gitlina z roku 1980 o masmédiích a nové levici. Pravicoví komentátoři tuto frázi používají také k obhajobě takových kauz, jako je odsouzení islámského násilí ze strany USA. Během protestů ve Wisconsinu v roce 2011 protestující v Madisonu často tuto frázi skandovali v souvislosti s velkou přítomností celostátních médií a celosvětovou pozitivní odezvou. Protestující frázi skandovali také při zatýkání a vyvedení z wisconsinského Kapitolu ráno v den prvního hlasování o zákonu, proti kterému protestovali. Dne 1. října 2011 protestující z hnutí Occupy Wall Street frázi skandovali, když newyorská policie zabarikádovala a zatkla občany, kteří blokovali vozovku na Brooklynském mostě, v rámci jednoho z největších hromadných zatýkání jinak nenásilných demonstrantů v historii USA.
„Celý svět se dívá“ bylo na transparentu, který záměrně blokoval výhled na provazy přivázané k soše Mlčenlivého Sama v roce 2018, několik minut předtím, než byla socha stržena.
Americký prezident Barack Obama použil tuto větu během demonstrací v Teheránu kvůli výsledku íránských voleb v roce 2009.
Během soudního procesu s Derekem Chauvinem, který čelil obvinění z vraždy George Floyda, sdělil 29. března 2021 novinářům advokát zastupující Floydovu rodinu Benjamin Crump: „Chceme vědět, zda se dočkáme spravedlnosti? […] Celý svět se dívá.“
Tuto frázi užívali také protestující proti americké podpoře Izraele při protestech během Národního sjezdu Demokratické strany v roce 2024.